# Shalva Apkhazava
Shalva Apkhazava (Kobuleti, 14 agosto 1980 – Kiev, 7 gennaio 2004) è stato un calciatore georgiano, di ruolo attaccante.

## Biografia
Morì nel 2004 per una crisi cardiaca nella notte prima di partire per un ritiro.

## Carriera

### Club
Ha giocato nella prima divisione georgiana ed in quella ucraina.

### Nazionale
Ha giocato la sua unica partita in nazionale il 12 febbraio 2003, nell'incontro amichevole pareggiato per 2-2 contro la Moldavia.

## Palmarès

### Club

#### Competizioni nazionali
- Coppa di Georgia: 1

Dinamo Batumi: 1998
- Supercoppa di Georgia: 1

Dinamo Batumi: 1998